# Агаян, Тамара Львовна
Тамара Львовна Агаян (1915—2001) — педагог, выпускница Азербайджанского педагогического института им. В. И. Ленина (1941), аспирантура МГУ им. М. В. Ломоносова (1946).

## Биография
- 1939—1944 — преподаватель Высшего военно-морского училища им. М. В. Фрунзе (ВВМОЛКУ)
- 1946—1949 — старший инспектор МВО СССР
- 1949—1954 — старший преподаватель Московского института востоковедения
- 1954—1955 — старший преподаватель МГИМО МИД СССР
- 1955—1981 — работа в МНИ — РГУ нефти и газа им. И. М. Губкина: преподаватель французского языка, преподаватель, старший преподаватель, зав. кафедрой русского языка
- 1981—1997 — доцент кафедры иностранных языков

## Научно-производственные и общественные достижения
Автор 59 печатных работ по вопросам литературы, в том числе 8 учебных пособий по научному стилю речи, по развитию речи для иностранных учащихся, по синтаксису научно-технической речи для иностранных учащихся газонефтепромыслового факультета на французском языке и др., французско-русский и русско-французский терминологический словарь по нефтепромысловому делу для неязыковых вузов и др.
Общественные достижения:
- член Общества «Знание»
- член правления Общества дружбы «СССР — Алжир».

## Ученые степени и звания
- кандидат филологических наук (1948)
- доцент (1963)

## Награды
Награждена медалями:
- «За доблестный труд. В ознаменование 100-летия со дня рождения В. И. Ленина»
- «К 100-летию нефтяной промышленности»
- отраслевыми наградами.